# Fédération de Chine de basket-ball
La Fédération de Chine de basket-ball (CBA) est une association, fondée en 1956, chargée d'organiser, de diriger et de développer le basket-ball au Chine.
La Fédération représente le basket-ball auprès des pouvoirs publics ainsi qu'auprès des organismes sportifs nationaux et internationaux et, à ce titre, la Chine dans les compétitions internationales. Elle défend également les intérêts moraux et matériels du basket-ball chinois. Elle est affiliée à la FIBA depuis 1974, ainsi qu'à la FIBA Asie.
La Fédération organise également le championnat national.